# Elezioni parlamentari a Malta del 2003
Le elezioni parlamentari a Malta del 2003 si tennero il 12 aprile e videro la vittoria del Partito Nazionalista.

## Risultati
| Liste                   | Voti    | %     | Seggi |
| ----------------------- | ------- | ----- | ----- |
| Partito Nazionalista    | 146 172 | 51,27 | 35    |
| Partito Laburista       | 134 100 | 47,03 | 30    |
| Alternativa Democratica | 1 929   | 0,68  | –     |
| Indipendenti            | 20      | 0,01  | –     |
| Totale                  | 285 122 | 100   | 65    |